# 最高議会 (タジキスタン)
最高議会（さいこうぎかい、タジク語: Маҷлиси Олии）は、タジキスタンの立法府である。

## 議会構成
二院制で、上院にあたる国民議会と、下院にあたる代表者会議で構成される。

### 任期
両院とも5年。

### 定数
- 国民議会：33議席。うち25議席は地方議会による選出枠、残りは大統領が任命する。
- 代表者会議：63議席。うち41議席は小選挙区制、22議席は比例代表制で選出される。

## 参考資料
- 議会制度 - 駐日タジキスタン共和国大使館